# Shogakukan
Shogakukan Inc. (株式会社小学館, Kabushiki gaisha Shōgakukan) is een Japans uitgever van woordenboeken, literatuur, manga, non-fictie, DVD's en andere media.
Shogakukan richtte Shueisha op, welke op diens beurt Hakusensha oprichtte. Dit zijn drie onafhankelijke bedrijven, maar vormen samen de Hitotsubashi Group, een van Japan's grootste uitgeverijgroepen. Shogakukan's hoofdkwartier bevindt zich in het Shogakukan gebouw in  is headquartered in the Shogakukan Building in Hitotsubashi te Chiyoda.

## In de Verenigde Staten

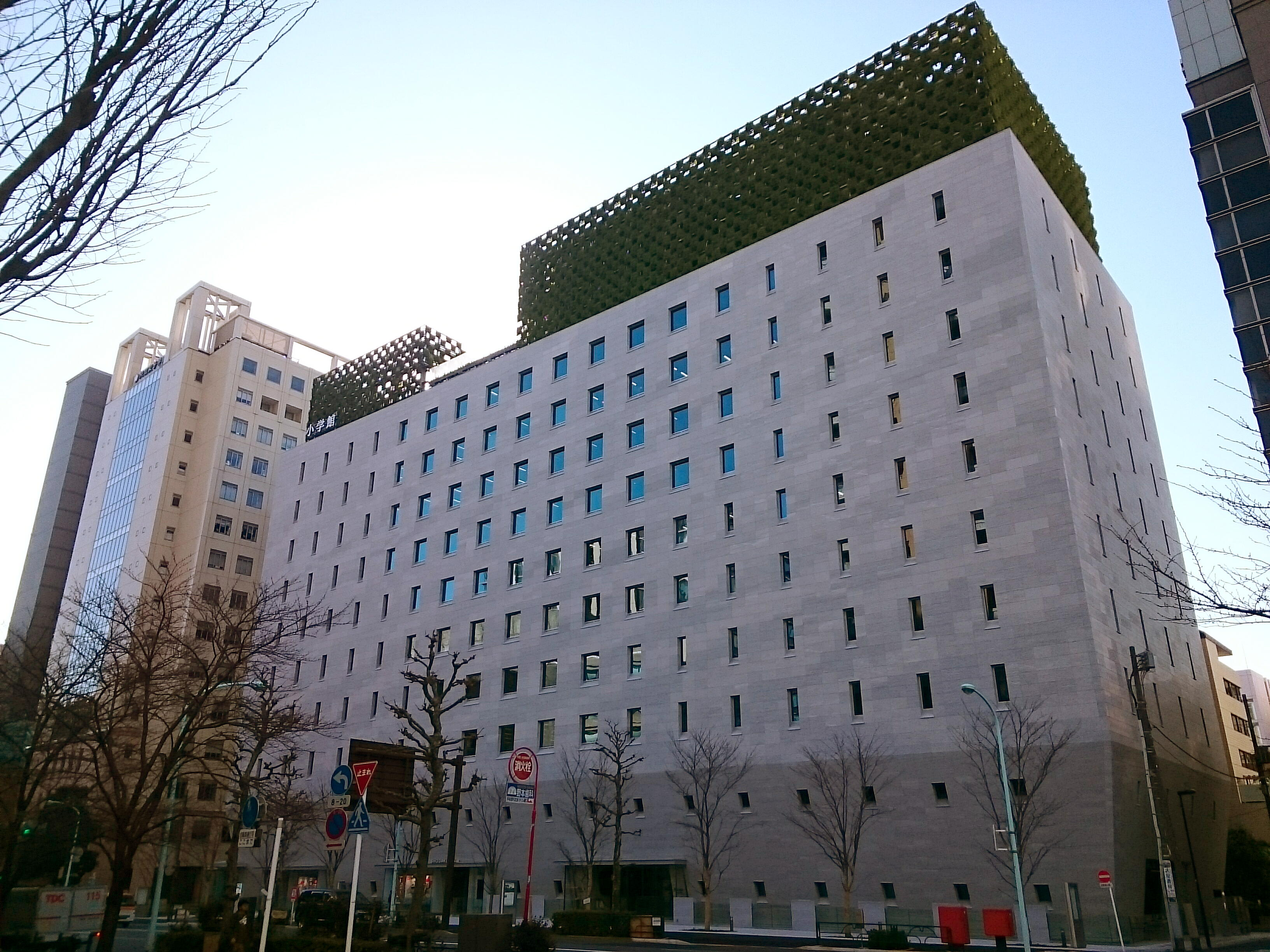
Shogakukan's hoofdkwartier in Chiyoda, Tokio, Japan.

Shogakukan bezit samen met Shueisha Viz Media. Dit bedrijf publiceerd manga van beide uitgeverijen in de Verenigde Staten.
In maart 2010 werd aangekondigd dat Shogakukan samen zou werken met de Amerikaanse stripuitgeverij Fantagraphics om een verzameling manga uit te brengen uitgegeven door Matt Thorn.

## In Europa
In Europa worden manga van Shogakukan en Shueisha gepubliceerd door lokale uitgevers als Pika Édition, Ki-oon, Kana of Kazé voor de Franstalige markt. Carlsen Verlag, Egmont Publishing en Tokyopop verzorgen de Duitstalige markt. Shogakukan, Shueisha en ShoPro werken samen onder de naam  Viz Media Europe. In 2009 kocht Viz Media Europe Kazé op.

## In Zuidoost Azië
Shogakukan bezit Shogakukan Asia, welke gelegen is in Singapore. Daar werkt het bedrijf samen met lokale uitgeverijen.

## Tijdschriften

### Manga magazines

#### Mangatijdschriften voor mannen
Kodomo
- CoroCoro Comic (sinds 1977)
- Bessatsu CoroCoro Comic (sinds 1981)
- CoroCoro Ichiban! (sinds 2005)

Shonen
- Weekly Shonen Sunday (sinds 1959)
- Shonen Sunday Super (sinds 1978)
- Shonen Big Comic (1979–1987) (stopgezet)
- Monthly Shonen Sunday (sinds 2009)
- Bessatsu Shonen Sunday (別冊少年) (1960–1974)

Seinen
- Big Comic (sinds 1968)
  - Big Comic Business
  - Big Comic Original (sinds 1972)
  - Big Comic Spirits (sinds 1980)
  - Monthly Big Comic Spirits (sinds 2009)
  - Big Comic Special
  - Big Comic Superior (sinds 1987)
- IKKI (2003-2014) (stopgezet)
- Monthly Sunday Gene-X (sinds 2000)
- Weekly Young Sunday (1987–2008) (stopgezet)

#### Mangatijdschriften voor vrouwen
Kodomo
- Pucchigumi (ぷっちぐみ) (sinds 2006)

Shojo
- Betsucomi (sinds 1970)
- Cheese! (sinds 1996)
- ChuChu (2000–2010, stopgezet)
- Ciao (sinds 1977)
- Pochette
- Shojo Comic (sinds 1968)

Josei
- flowers (sinds 2002)
- Judy
- Petit Comic (sinds 1977)
- Rinka (2007–stopgezet)[8]

### Modetijdschriften
- CanCam (sinds 1982)

## Mangaprijzen
Shogakukan deelt prijzen uit aan beginnende mangaka die hun professioneel debuut willen maken. Dit gebeurt onder de noemer Shogakukan Manga-prijs.